# Мора, Лоренцо
Лоренцо Мора (итал. Lorenzo Mora; род. 30 сентября 1998, Карпи) — итальянский пловец. Обладатель двух золотых медалей чемпионатов мира (2021, 2022), четырёхкратный чемпион Европы на короткой воде (25 м).  

## Спортивная карьера
С 2016 года выступал за клуб Fiamme Rossi (спортивное объединение пожарной охраны Италии). В 2019 году перешёл в болонский клуб «Nuoto Club Azzurra 1991». Десятикратный чемпион Италии в плавании на спине.  

### Период до чемпионата мира 2021
Первый международный старт в 2015 — юниорский чемпионат Европы в Баку, где Лоренцо участвовал в трёх дисциплинах на спине, но не вышел в финал. Аналогичные результаты показал на короткой воде чемпионата 2015, чемпионата 2017 и на юниорском чемпионате 2016 года.
Прорыв произошёл на чемпионате Европы 2019 в Глазго:  
- 7-е место на 200 м спина
- 8-е место на 100 м спина
- Участие в предварительном заплыве эстафеты 4×50 м комбинированной (итоговое 4-е место)[3]

### Достижения 2021—2023
| Турнир         | Дисциплина                    | Результат |
| -------------- | ----------------------------- | --------- |
| ЧМ 2021 (25 м) | 50 м спина                    | Бронза    |
| ЧМ 2021 (25 м) | 4×100 м комбинированная       | Золото    |
| ЧМ 2021 (25 м) | 4×50 м комбинированная (микс) | Бронза    |

Лоренцо - является действующим обладателем мирового рекорда в эстафете 4 × 50 м комбинированная. 
На чемпионате мира по плаванию на короткой воде 2021 поделил серебряную медаль на дистанции 50 метров на спине с Кристианом Динером (22,90). В комбинированной эстафете 4x50 метров занял 3 место, 4x100 метров - 1 место в составе сборной Италии.
На чемпионате мира по плаванию на короткой воде в Мельбурне в 2022 году команда Италии стала первой с результатом 1:29.72, улучшив прежний собственный мировой рекорд 2021 года на 0.3 сек. 
На Средиземноморских играх 2022 завоевал бронзовую медаль на дистанции 100 и 200 метров на спине.
Обладатель мирового рекорда в эстафете на короткой воде 4x50 метров вольным стилем. 
Обладатель рекорда Италии на короткой воде на дистанции 100 м на спине и 200 м на спине.

## Награды
- Золото ЧМ: 2 (2021, 2022)
- Золото ЧЕ: 4 (2019, 2021, 2022, 2023)